# Atarba infuscata
Atarba infuscata är en tvåvingeart som beskrevs av Edwards 1928. Atarba infuscata ingår i släktet Atarba och familjen småharkrankar. Inga underarter finns listade i Catalogue of Life.